# لوسيت مغضن
لوسيت مغضن (الاسم العلمي: Lecythis corrugata) هو نوع من النباتات يتبع جنس اللوسيت من الفصيلة اللوسيتية. تم وصف هذا النوع من النبات علمياً لأول مرة من قبل بيار أنطوان بواتو سنة 1825.